# Мороєнь
Мороєнь, Мороєні (рум. Moroeni) — село у повіті Димбовіца в Румунії. Входить до складу комуни Мороєнь.
Село розташоване на відстані 100 км на північний захід від Бухареста, 32 км на північ від Тирговіште, 50 км на південь від Брашова.

## Населення
За даними перепису населення 2002 року у селі проживала 1551 особа, з них 1550 осіб (99,9%) румунів. Рідною мовою 1550 осіб (99,9%) назвали румунську.